# Driloleirus americanus
Driloleirus americanus is een kleurloze en doorschijnende soort ringworm uit de Verenigde Staten. Hij komt voor in de Palouseregio in het oosten van de staat Washington en in delen van Idaho. De worm werd ontdekt in 1897 en werd van het einde van de jaren 80 tot 2010 niet meer waargenomen.

## Beschrijving
Tot voor zijn herontdekking in 2010 werden een aantal mythes verspreid over Driloleirus americanus. Zo zou hij ongeveer een meter lang kunnen worden, naar lelies ruiken en spuwen ter verdediging. Uitgaande van een gevonden exemplaar in 2010 zou de soort in werkelijkheid maar zo'n 25 tot 30 centimeter lang zijn. Een jong exemplaar had een lengte tussen 15 en 18 centimeter. Ook de geur en het spuwgedrag zijn in 2010 niet vastgesteld.
De worm leeft in de zachte en vruchtbare bodems van de Palouseprairie. De bodems waren rijk aan vulkanisch en organisch materiaal, wat de worm zou helpen overleven in droge seizoenen. De bodem staat sinds de 19de eeuw echter onder druk door toenemende landbouw in het gebied.
Bij droogte in de zomer graaft hij zich diep in. Hij is ook in staat om water op te slaan in zijn nephridia.
De worm kan tot 5 meter diep graven.